# Combit Relationship Manager
Der combit Relationship Manager ist eine Customer-Relationship-Management-(CRM) bzw. Kundenmanagement-Software zum Verwalten von Kundenkontakten. Die Lösung basiert auf einer relationalen Client-Server Datenbank und unterstützt auf SQL-Basis den Microsoft SQL Server und das Open-Source-Datenbanksystem PostgreSQL. Die CRM Lösung kann auch auf bereits bestehende SQL Serverdatenbanken aufsetzen und als Datenbank-Frontend verwendet werden.
Die Software ist für analytisches CRM, operatives CRM, kollaboratives CRM und kommunikatives CRM geeignet. Zum Einsatz kommt der combit Relationship Manager vor allem in kleinen und mittelständischen Unternehmen oder projektorientierten Abteilungen großer Unternehmen. Unter anderem in Personal- und Marketingabteilungen, Vertrieb, Einkauf, Callcenter oder Support. Dabei kann er individuell an die jeweiligen Bedingungen, z. B. Branche, Anzahl der Benutzer oder Größe des Unternehmens angepasst werden. Die Oberfläche kann auf Englisch umgeschaltet werden, so kann das CRM-System auch in Filialen im Ausland und sprachlich gemischten Teams eingesetzt werden.

## Geschichte und Entwicklung
Die erste Version des combit Relationship Managers kam 2004 auf den Markt. Seitdem hat die Fachpresse die Software mehrfach getestet.
Hergestellt und vertrieben wird der combit Relationship Manager von combit GmbH.
Vorläufer des combit Relationship Managers ist der address manager der combit GmbH, dessen Windows-Version 1992 auf den Markt kam und sich in 18 Jahren zu einer der bekanntesten Kontaktmanagement-Lösungen entwickelt hat. Da der address manager eine proprietäre Datenbank nutzt, stößt die Software bei sehr großen Datenmengen in Sachen Performance an Grenzen und bietet z. B. auch keine Relationen. Der combit Relationship Manager wurde parallel zum weiterhin angebotenen address manager entwickelt, um die durch die SQL-Datenbank Basis erweiterten Möglichkeiten zu nutzen.
Ab der Version 2006 hat die Software auch eine englische Oberfläche, seit Version 5 verarbeitet der Relationship Manager auch Unicode-Daten, z. B. japanische Schriftzeichen. Der combit Relationship Manager ist als Kauf- und seit Mai 2009 auch als Mietlizenz erhältlich. Seit September 2009 gibt es den cRM.WebAccess, mit dem per Internet auf die cRM-Daten zugegriffen werden kann. Die Software wird permanent weiterentwickelt. Im Mai 2019 wurde Version 10 veröffentlicht, die insbesondere um kartenbasierte Geomarketing-Features und um Anbindungsmöglichkeiten von verbreiteten E-Mail-Marketing-Tools wie Inxmail, mailchimp und CleverReach.
Gemäß de zweijährigen Entwicklungszyklus erschien im Mai 2021 Version 11. Neuerungen darin sind etwa die Anbindung an Microsoft Teams, verbesserte Filter-Funktionen, eine Papierkorb-Funktion zum besseren Schutz vor Datenverlust und ein Connector für das E-Mail-Tool „sendinblue“.

## Funktionen
Die Software hat unter anderem ein Kunden- und Kontaktmanagement, Termin- und Aufgabenmanagement, Dokumentenverwaltung, Kampagnenmanagement, Telefonie-Funktionen (CTI), und verschiedene Statistikmöglichkeiten. Enthalten sind außerdem Beispiel-Solutions mit unterschiedlichen Schwerpunkten und Modulen, die als Vorlage für die eigene Lösung verwendet werden können, z. B. Umfragen, Eventmanagement, Kampagnenmanagement, Beschwerdemanagement, Kaufentscheidungsprozesse im Buying Center. Mit dem integrierten Reportgenerator werden Auswertungen wie Datenanalyse, Reports, Kreuztabellen, Diagramme, Etiketten und Briefe ausgegeben, an einen Drucker geschickt oder als Datei gespeichert. Ausgabeformate sind u. a. PDF, RTF, Microsoft Excel, HTML, XHTML, TIFF, JPG, BMP, XML.
Die Oberfläche kann mit frei definierbaren Relationen (Datenmodellierung) auf eigene Wünsche angepasst werden. Die Infozentrale gibt einen Überblick über anstehende Termine, erstellte Angebote und mögliche Verkaufschancen. In den Eingabemasken sind Automatismen eingebaut, wie zum Beispiel Eingaberegeln, Folgeverknüpfungen und Autotexte. Über den integrierten Workflow-Designer, Scripting, OLE Automation Server und E-Mail-Autopilot können Vorgänge im Unternehmen automatisiert werden.
Zu den Kommunikationsmöglichkeiten gehören Einzel- und Serien-E-Mails/-Briefe/-Faxe, Groupware-Funktionen, und eine Anbindung an Social Media. Aus- und eingehende E-Mails sind unter Microsoft Outlook, Mozilla Thunderbird und Tobit möglich. Out-of-the-box werden auch vier Dokumentenmanagement-Systeme unterstützt: DocuWare, Microsoft SharePoint, windream und ELO Digital Office. Für andere DMS-Anbindungen steht eine gesonderte Programmierschnittstelle zur Verfügung.
Als LDAP Server kann der combit Relationship Manager in anderen Programmen als Adressbuch geladen werden, z. B. in Outlook, Mozilla, Windows Personensuche. Über den cRM.WebAccess greifen die Anwender auch per Internet auf Kundendaten zu.
Anbindungen an andere Softwarelösungen gibt es unter anderem für Warenwirtschaftssysteme und ERP-Systeme auf SQL-Datenbanksystem-Basis. Mit der Anbindung an Active Directory können Benutzerdaten importiert und synchronisiert werden.